# Rišikéš
Rišikéš (hindsky ऋषिकेश) je město v Uttarákhandu, jednom ze svazových států Indie. K roku 2011 v něm žilo přes sedmdesát tisíc obyvatel.

## Poloha
Rišikéš leží na řece Ganze v okrese Déhrádún v předhůří Himálaje. Od Déhrádúnu, hlavního města Uttarákhandu, je vzdálen přibližně 43 kilometrů jihovýchodně. Bližší větší město je Haridvár přibližně 25 kilometrů jižně, po proudu Gangy. Od Dillí, hlavního města federace, je vzdálen přibližně 225 kilometrů.

## Kultura
Rišikéš je jedním z nejvýznamnějších poutních míst hinduismu.

### Reference

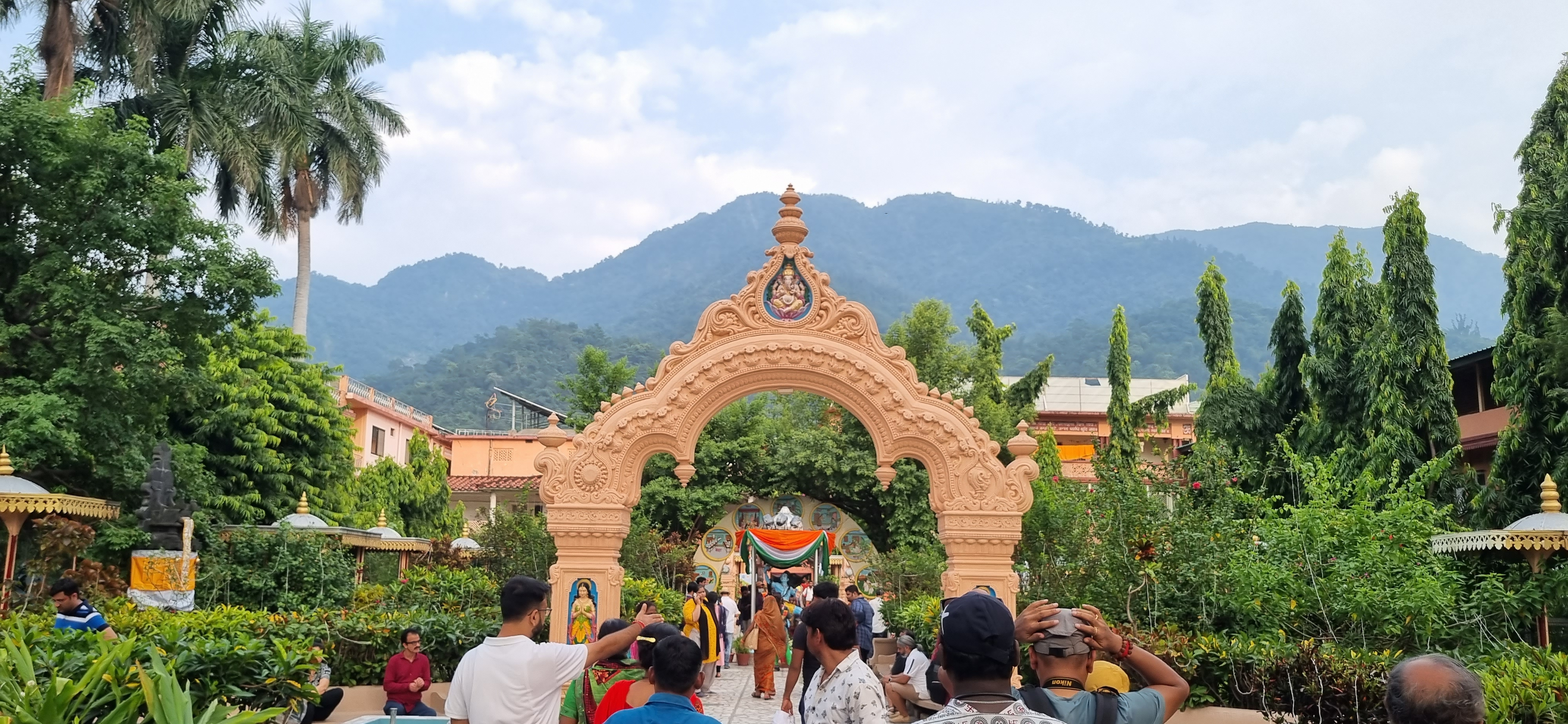

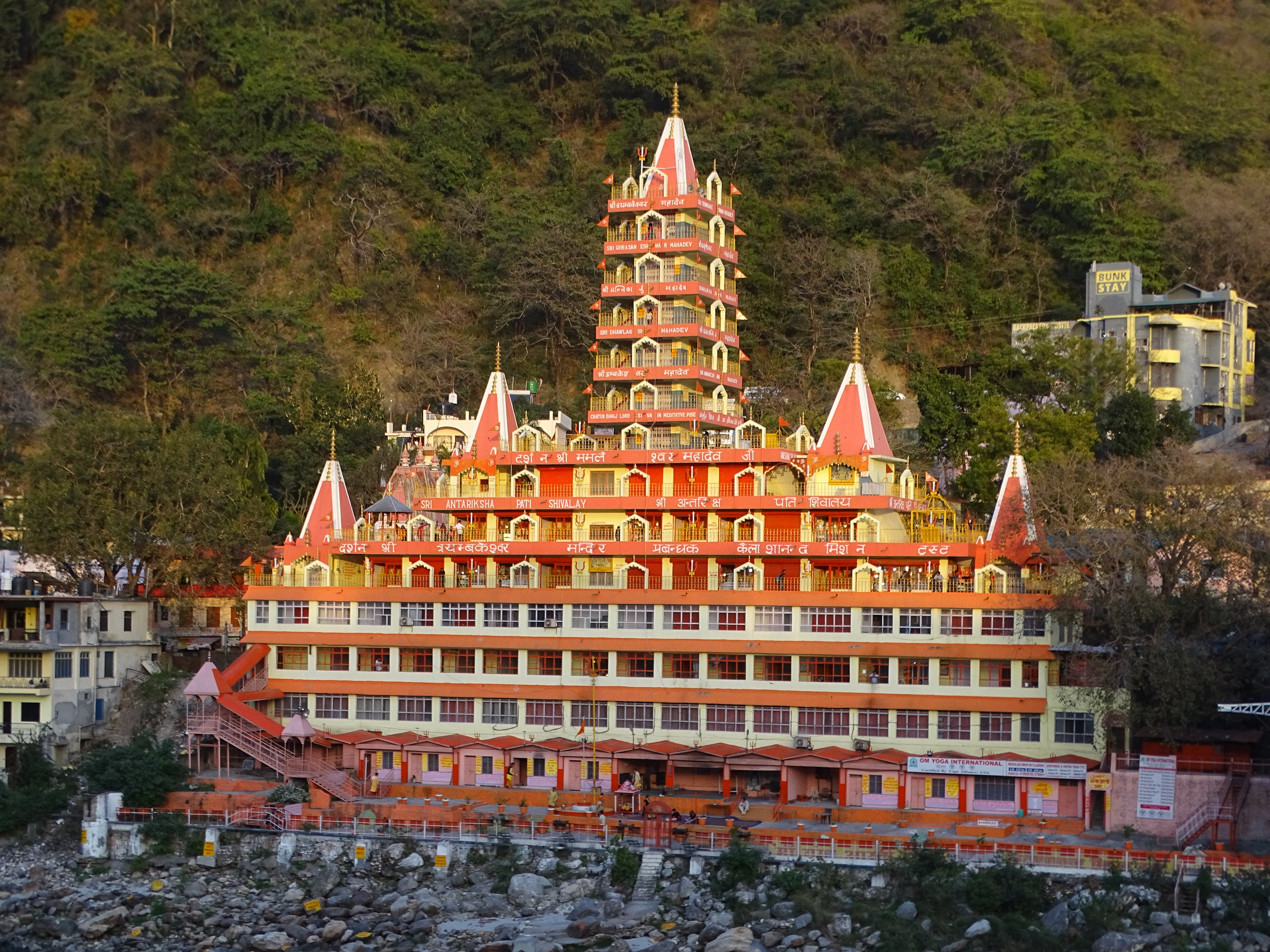

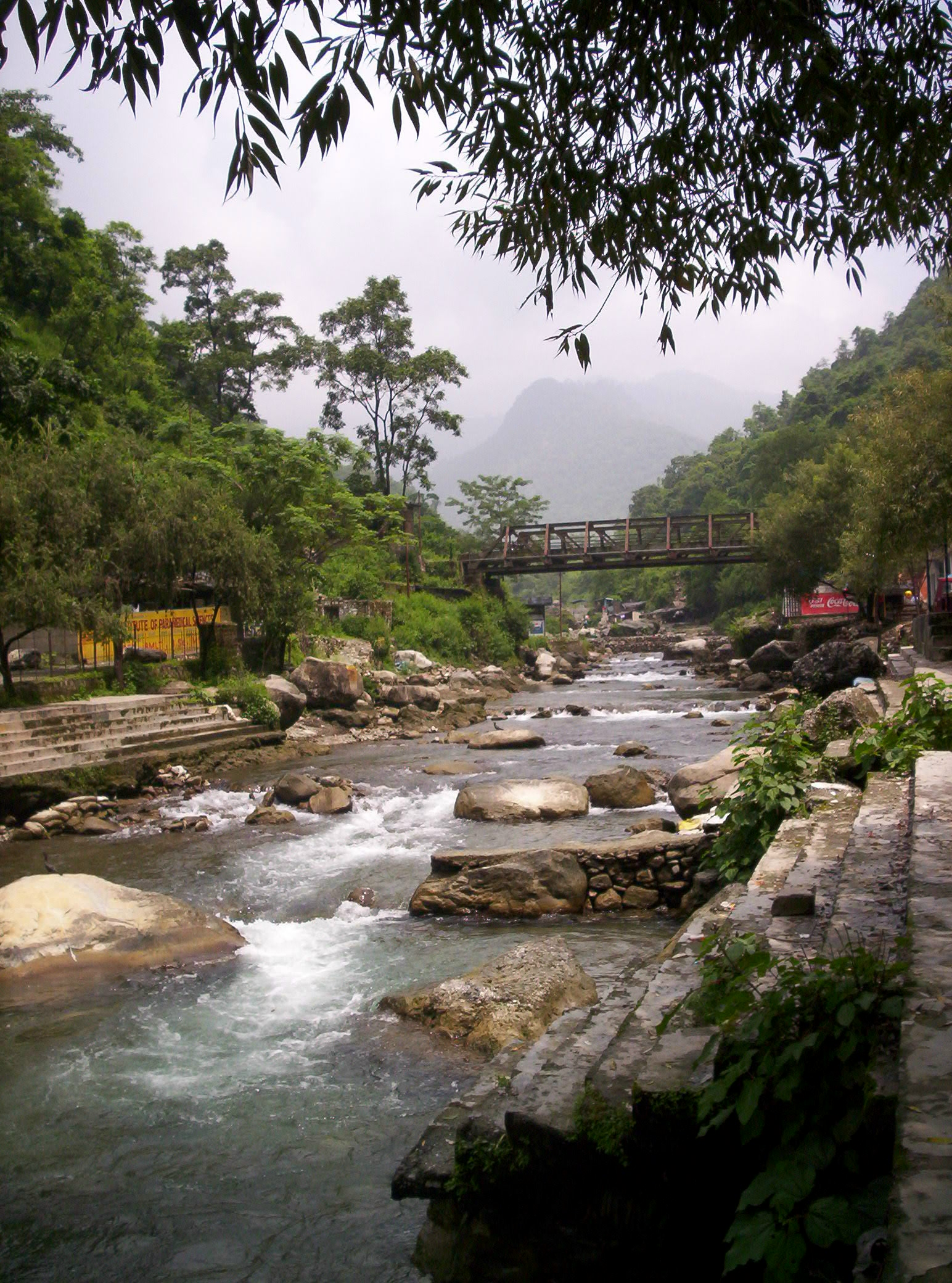

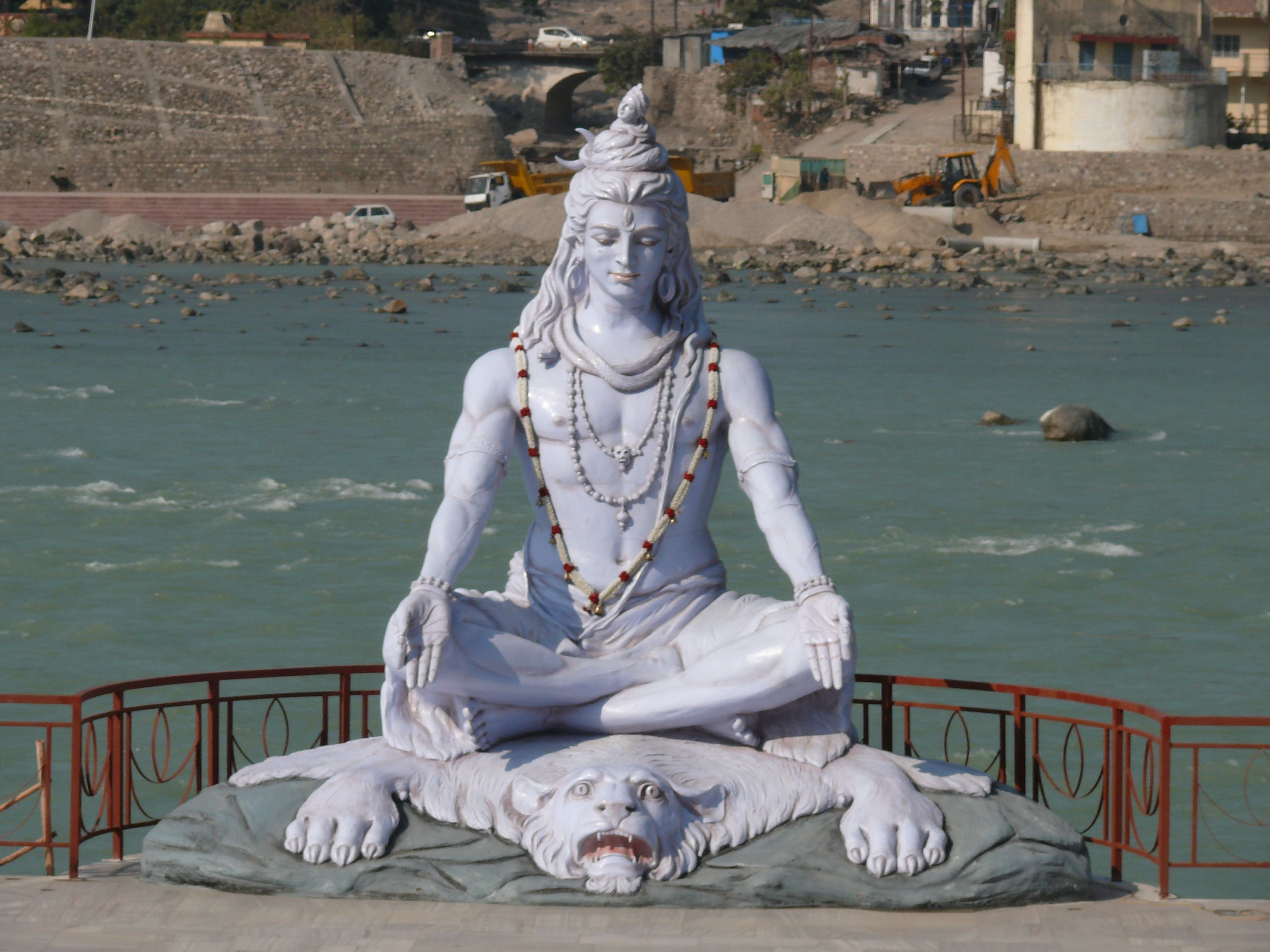